# بیلادکانس
بیلادکانس (به اسپانیایی: Viladecans) یک شهرستان در اسپانیا است که در استان بارسلون واقع شده‌است.

## خصوصیات
بیلادکانس ۲۰٫۱۱ کیلومترمربع مساحت و ۵۹٬۳۴۳ نفر جمعیت دارد و ۱۸ متر بالاتر از سطح دریا واقع شده‌است.